# Emisja papierów wartościowych
Emisja papierów wartościowych – wprowadzenie do obiegu na rynku kapitałowym nowych papierów wartościowych (głównie akcji i obligacji) w celu ich sprzedaży potencjalnym inwestorom.
Emisja papierów wartościowych może być dokonywana przez przedsiębiorstwa (np. emisja akcji, obligacji), Skarb Państwa (np. emisja bonów skarbowych), instytucje pośrednictwa finansowego (np. emisja akcji), jednostki samorządu terytorialnego (np. emisja obligacji komunalnych).
Celem emisji papierów wartościowych jest najczęściej pozyskanie nowego kapitału w celu sfinansowania określonego projektu (w przypadku przedsiębiorstw może to być przykładowo sfinansowanie rozwoju spółki, restrukturyzacja zadłużenia itp.).
Emisja papierów wartościowych może występować w charakterze oferty publicznej (subskrypcja otwarta) lub oferty niepublicznej (subskrypcja prywatna).
Zgodnie z przepisem ustawy, ofertą publiczną jest udostępnianie, co najmniej 150 osobom lub nieoznaczonemu adresatowi, w dowolnej formie i w dowolny sposób, informacji o papierach wartościowych i warunkach ich nabycia, stanowiących wystarczającą podstawę do podjęcia decyzji o nabyciu tych papierów wartościowych.
Z kolei oferta niepubliczna występuje wtedy, gdy papiery wartościowe są oferowane bezpośrednio określonej grupie adresatów.